# Tmarus stellio
Tmarus stellio är en spindelart som beskrevs av Simon 1875. Tmarus stellio ingår i släktet Tmarus och familjen krabbspindlar. Inga underarter finns listade i Catalogue of Life.